# Ýpsos
Pour l’article ayant un titre homophone, voir Ipsos.
Ýpsos (grec moderne : Ύψος) est une localité située dans le dème de Corfou-Centre et des îles Diapontiques, dans le district régional de Corfou, dans la périphérie des Îles Ioniennes, en Grèce.
Selon le recensement de 2021, elle compte 577 habitants.
Ýpsos se trouve au nord de la ville de Dassiá et au sud de celle de Pirgi et du mont Pantokrátor, face à l'Albanie.
La ville donne son nom à une baie, la baie d'Ýpsos, dans le sud du détroit de Corfou.

Carte topographique du détroit de Corfou.